# Governo Collor
O Governo Collor, também denominado como Era Collor, foi um período da história política brasileira iniciado pela posse do presidente Fernando Collor de Mello, em 15 de março de 1990, e encerrado por sua renúncia da presidência, em 29 de dezembro de 1992.  Fernando Collor foi o primeiro presidente eleito pelo povo desde 1960, quando Jânio Quadros venceu a última eleição direta para presidente antes do início do Regime Militar. Seu afastamento em 2 de outubro de 1992 foi consequência da instauração de seu processo de impeachment no dia anterior, seguido por cassação.
À época, os meios de comunicação nacionais também se refiram à gestão por República das Alagoas. "Era sinônimo de encrenca. Jornalista adora rótulos, e aquele parecia perfeito.", lembra Ricardo Motta.
O governo Collor registrou retração de -3,86% do PIB e queda de -6,97% da renda per capita.
Dentre as principais leis sancionadas, podem ser citadas: Código de Defesa do Consumidor (1990), Estatuto da Criança e do Adolescente (1990), Lei do Regime jurídico dos servidores públicos (1990),  Lei do SUS (1990), Lei Rouanet (1991), Lei de Improbidade Administrativa (1992).

## Presidência

### Economia

#### Plano Collor
No ano anterior ao início de seu governo a inflação oficial medida pelo Instituto Brasileiro de Geografia e Estatística alcançou 1.972,91% e em razão disso o presidente Collor elegeu como sua prioridade a luta contra a espiral inflacionária através do chamado Plano Brasil Novo, popularmente denominado de Plano Collor. O referido plano era a quarta tentativa empreendida pelo governo federal visando o combate à hiperinflação, três das quais empreendidas ao longo do Governo Sarney. A situação econômica do país era de tal modo que a discussão não girava em torno da adoção de medidas na seara econômica e sim quando e como tais medidas seriam implementadas e nisso veio a primeira surpresa: na véspera de sua posse Fernando Collor fez uma solicitação ao governo Sarney para que fosse decretado feriado bancário, o que só aumentou as especulações a respeito das medidas que seriam anunciadas.
Empossado numa quinta-feira, o governo Collor anunciou seu plano econômico no dia seguinte à posse: anunciou o retorno do cruzeiro como unidade monetária em substituição ao cruzado novo, vigente desde 15 de janeiro de 1989 quando houve o último choque econômico patrocinado por seu antecessor. O cruzeiro voltaria a circular em 19 de março de 1990 em sua terceira, e última, incursão como moeda corrente nacional visto que seria substituída pelo cruzeiro real em 1993. Além disso, as medidas de Collor para a economia incluíram ainda ações de impacto como: redução da máquina administrativa com a extinção ou fusão de ministérios e órgãos públicos, demissão de funcionários públicos e o congelamento de preços e salários.
Em seu governo o país se abriu para o mercado externo, tendo havido esforços para eliminação ou redução de barreiras anti-importação, adotando-se medidas de liberalização econômica em prol da inserção do Brasil no cenário de globalização. No início do governo lançou-se a Política Industrial e de Comércio Exterior (PICE), que tinha como objetivo aumentar a competitividade e diminuir o atraso da indústria nacional, atuando no âmbito interno com privatizações e no externo com reforma tributária e do comércio externo. Em viagem na Suíça, em 1990, Collor afirmou que "os carros brasileiros são carroças". Além do mercado automobilístico, o mercado de informática também se alavancou a partir da abertura comercial. Outro setor impactado foi o cultural, tornando-se mais acessível e menos oneroso lançar discos.

### Confisco das poupanças
Um dos pontos importantes do plano previa o confisco dos depósitos bancários superiores 50 mil cruzeiros por um prazo de dezoito meses visando reduzir a quantidade de moeda em circulação, além de alterações no cálculo da correção monetária e no funcionamento das aplicações financeiras. Mesmo sendo o confisco bancário um flagrante desrespeito ao direito constitucional de propriedade, o plano econômico conduzido pela Ministra da Economia Zélia Cardoso de Mello foi aprovado pelo Congresso Nacional em questão de poucos dias.
Segundo um artigo do acadêmico Carlos Eduardo Carvalho, Professor do Departamento de Economia da Pontifícia Universidade Católica de São Paulo e coordenador do Programa de Governo da candidatura do PT à Presidência da República em 1989, a medida política executada pelo Governo Collor, que ficou conhecida como confisco, não fazia parte, originalmente, do Plano Collor e foi gestada quase às vésperas de sua implementação. O confisco já era um tema em debate entre os candidatos à eleição presidencial: "A gênese do Plano Collor, ou seja, como e quando foi formatado o programa propriamente dito, desenvolveu-se na assessoria de Collor a partir do final de dezembro de 1989, depois da vitória no segundo turno. Os objetivos estratégicos do Plano Collor estavam sintonizados com as recomendações do Consenso de Washington, denominação dada às conclusões do seminário que em 1989, reuniu técnicos do governo dos Estados Unidos, instituições financeiras mundiais, além de economistas de países latino-americanos, para avaliar as reformas econômicas no continente. O seminário aprovou os programas de ajuste então levados a cabo na maioria dos países da região, inspirados nas medidas que o governo norte-americano recomendava como requisitos para o estabelecimento de laços de cooperação financeira. Tais medidas giravam em torno de três eixos principais: a retirada do Estado das atividades econômicas; a liberalização dos mercados para a importação de bens e serviços, a entrada de capitais de risco; e a obtenção da estabilidade monetária, por meio do combate à inflação, ainda que à custa de recessão, aumento do desemprego, contenção salarial e diminuição dos investimentos públicos na área social. O desenho final foi ainda muito provavelmente influenciado por um documento (de Luiz G. Belluzzo e Júlio S. Almeida) discutido na assessoria do candidato do PMDB, Ulysses Guimarães. Apesar das diferenças nas estratégias econômicas gerais, as candidaturas que se enfrentavam em meio à forte aceleração da alta dos preços, submetidas aos riscos de hiperinflação aberta no segundo semestre de 1989, não tinham políticas de estabilização próprias. A proposta de bloqueio disseminou-se no debate acadêmico e se impôs às principais candidaturas presidenciais, sendo levada à campanha de Ulysses e para a assessoria de Luiz Inácio Lula da Silva, e chegou à equipe de Zélia depois do segundo turno, realizado em 17 de dezembro".

### Articulação política

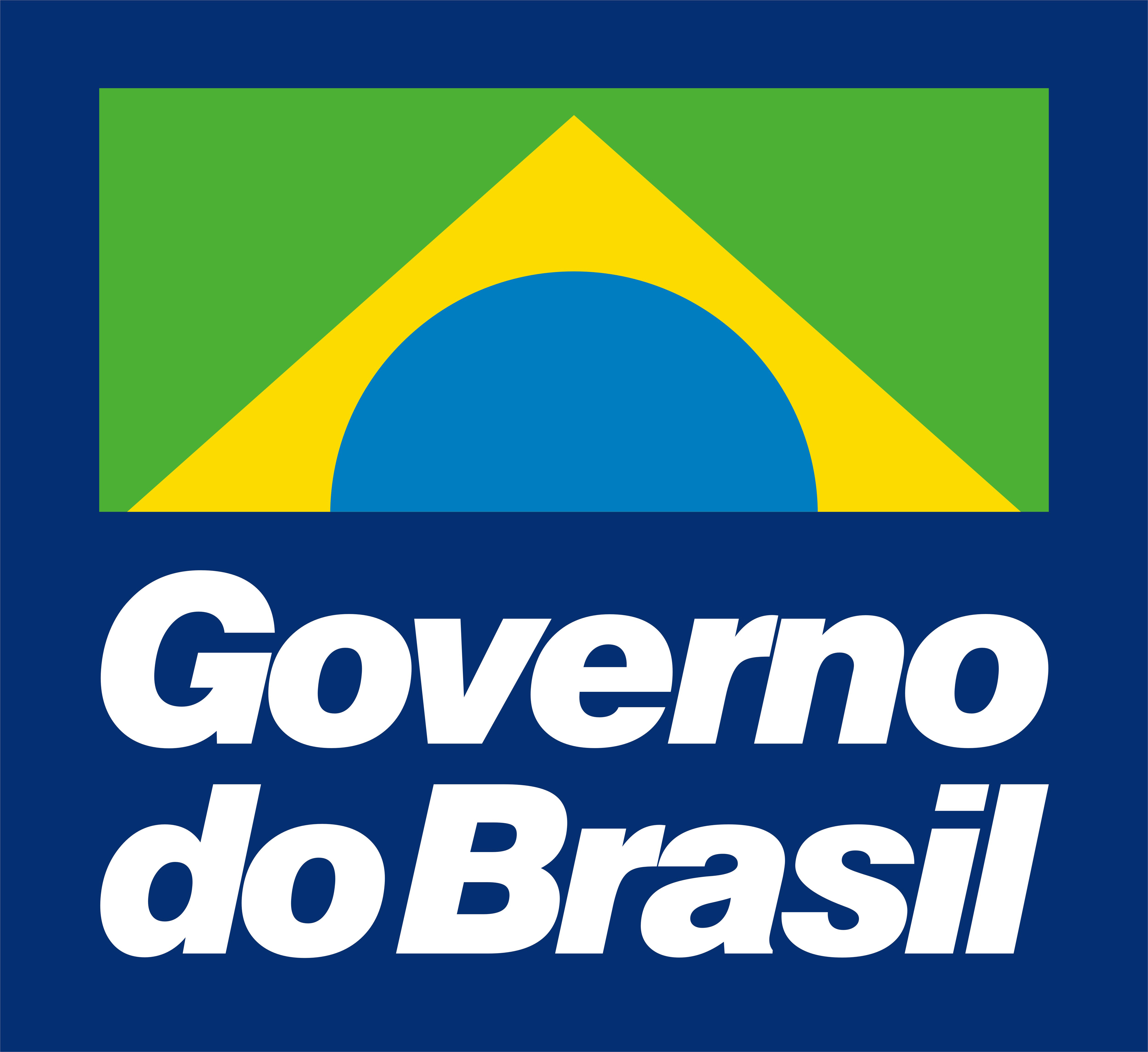
Logomarca do Governo Collor

Oriundo de um estado politicamente pouco influente e filiado a uma legenda de pouca tradição política, Collor de Mello, o novo presidente, sentiu a necessidade de compor uma base de sustentação capaz de permitir a implementação de seu programa de governo, ainda que o próprio Collor não fosse afeito a ciceronear os parlamentares em seus contatos políticos com vistas a aprovar os projetos de seu interesse. Tal aversão criou um distanciamento entre o chefe do executivo e a maioria dos parlamentares que lhe hipotecavam apoio, mas em regra seu governo contava com o suporte de políticos do PFL, PDS, PTB, PL, de partidos conservadores de menor vulto e dissidentes ocasionais.
Nas eleições de 1990, seus aliados venceram no Distrito Federal e na maioria dos estados com destaque para o PFL, que elegeu nove governadores, seis dos quais no Nordeste. Tal desempenho compensou as derrotas sofridas em grandes colégios eleitorais como São Paulo, Rio de Janeiro e Rio Grande do Sul, por exemplo. O curioso é que embora o Partido da Reconstrução Nacional (PRN), partido de Fernando Collor, tenha elegido dois senadores e quarenta deputados federais não fez nenhum governador. No legislativo o PMDB manteve a maior bancada tanto na Câmara dos Deputados quanto no Senado Federal e com isso conservou o comando do congresso para o biênio seguinte, situação em vigor desde o retorno dos civis ao poder em 1985. Ao longo do ano de 1991 investiu grande parte de seu capital político numa negociação destinada a levar o Partido da Social Democracia Brasileira a integrar as fileiras situacionistas, negociação malograda, sobretudo, ante as recusas de Mário Covas e Franco Montoro, o então presidente nacional da legenda tucana.
Quanto à sua equipe, as mudanças ocorreriam logo nas duas semanas posteriores à posse quando Joaquim Roriz deixou a pasta da Agricultura e em outubro de 1990, Bernardo Cabral foi substituído no Ministério da Justiça pelo experiente senador Jarbas Passarinho. No entanto, a mudança mais significativa viria em maio de 1991 quando o embaixador Marcílio Marques Moreira assumiu o Ministério da Economia confirmando o apreço de Collor por indivíduos de perfil técnico e acadêmico em detrimento dos “políticos de carreira”. Essa tendência só seria revertida em 1992, quando realizou duas reformas em sua equipe: uma em abril e outra às vésperas de seu afastamento, quando abriu espaço aos quadros políticos conservadores. O curioso é que ao tomar posse, o número de ministros nomeados por Collor era o menor dos trinta anos anteriores a 1990 e dentre os agraciados com um cargo no primeiro escalão estava o ex-jogador de futebol Artur Antunes Coimbra, o Zico, que deixaria o cargo após um ano. Com o tempo o insucesso de sua política econômica e as frequentes denúncias envolvendo seus auxiliares diretos (incluída a primeira-dama Rosane Malta, presidente da Legião Brasileira de Assistência) redundaram em um desgaste progressivo de seu governo.

### Educação
Em 1991, foram implantados os Centros Integrados de Atendimento à Criança (CIACs), parte do “Projeto Minha Gente”, inspirados nos Centros Integrados de Educação Pública (CIEPs), criados na gestão de Leonel Brizola enquanto governador do Rio de Janeiro. Em 1992, passaram a se chamar Centros de Atenção Integral à Criança e ao Adolescente (CAICs).

### Saúde
Os CIACs atuaram nos serviços de vacinação, sendo ampliados os postos de agentes de saúde comunitários e as campanhas educativas. Conforme Liz Batista, para o Estadão (2021): "As campanhas que imunizaram contra a poliomielite, sarampo, coqueluche, difteria e tétano, contaram com a participação ativa do presidente Fernando Collor de Mello. Viagens presidenciais e eventos públicos - principalmente no Norte e Nordeste - passaram a contar com atos de vacinação". Em reunião de países ibero-americanos, o presidente ofereceu ajuda para campanhas de imunização a mais de 21 países. O ministro da Saúde Alceni Guerra foi premiado pela Unicef em razão dos Ciacs, projeto que virou referência de esforço pela vacinação infantil para outros países.

### Política internacional
Em 26 de março de 1991, Collor assinou o Tratado de Assunção, documento de constituição do Mercado Comum do Sul.

### Política indigenista
Assinou decreto, de 25 de maio de 1992, que homologou a demarcação da Terra Indígena Yanomami (9,4 milhões de ha). A demarcação havia sido publicada em Portaria assinada pelo seu ministro da Justiça, Jarbas Passarinho, em 1991. Nesse mesmo ano, Collor também autorizou a demarcação  da Terra Indígena Menkragnoti (4,9 milhões de hectares).

### Previdência
Sancionou a Lei 8.123, de 1991, que dispõe sobre os Planos de Benefícios da Previdência Social, determinando, dentre outras disposições, a "uniformidade e equivalência dos benefícios e serviços às populações urbanas e rurais". Os aposentados rurais passaram a receber um salário mínimo como benefício básico ao invés do meio salário até então vigente. A regulamentação dos benefícios se deu pelo Decreto nº 611, de 21 de julho de 1992, que viria a ser revogado e substituído em 1997. Pelo Decreto nº 99 350, de 27 de junho de 1990, fundiu o Instituto de Administração Financeira da Previdência e Assistência Social (IAPAS) com o Instituto Nacional de Previdência Social (INPS), criando a autarquia federal Instituto Nacional do Seguro Social (INSS).

### Meio ambiente
Comandou os  trabalhos da “Cúpula da Terra” na Rio-92, primeira Conferência das Nações Unidas sobre Meio Ambiente e Desenvolvimento. Em razão do evento, transferiu de 3 a 14 de julho de 1992 a capital federal para o Rio de Janeiro e convocou as Forças Armadas para fazerem a segurança. Segundo Celso Lafer (2012), que foi seu ministro de Relações Exteriores: "A vontade política do presidente Collor neste campo é também muito representativa do seu empenho em reformular a agenda interna e internacional do Brasil no mundo pós-Guerra Fria, que é uma marca identificadora do seu governo". Em decreto de 25 de abril de 1990, criou a Comissão Interministerial para a Preparação da Conferência das Nações Unidas sobre Meio Ambiente e Desenvolvimento (Cima).

## Impeachment

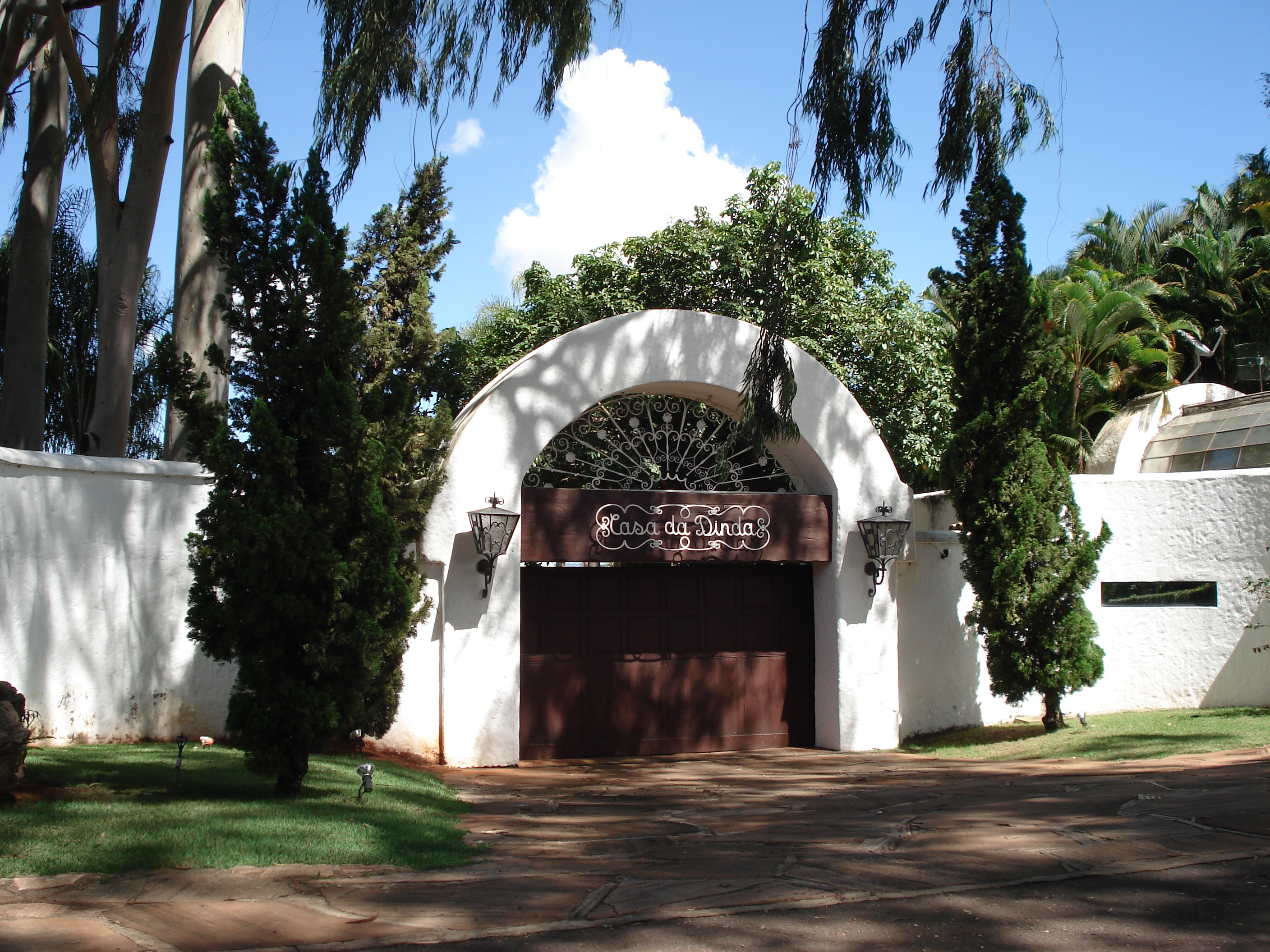
A Casa da Dinda, residência de Fernando Collor de Mello

Em meados de 1991, denúncias de irregularidades começaram a surgir na imprensa, envolvendo pessoas do círculo próximo de Fernando Collor, como ministros, amigos do presidente e mesmo a primeira-dama Rosane Collor. Em entrevista à Revista Veja em maio de 1992, Pedro Collor de Mello, irmão do presidente, revelou o esquema de corrupção que envolvia o ex-tesoureiro da campanha Paulo César Farias, entre outros fatos comprometedores para o presidente. Em meio à forte comoção popular, é instalada uma Comissão Parlamentar de Inquérito para apurar a responsabilidade do presidente sobre os fatos divulgados. Em 2 de outubro é aberto o processo de impeachment no Senado Federal, impulsionado pela maciça presença do povo nas ruas, como o movimento dos Caras-pintadas.
Em 29 de setembro, por 441 a 38 votos, a Câmara autoriza a abertura de processo de impedimento do presidente, o que implica seu afastamento temporário até decisão final do processo pelo Senado Federal. Collor renuncia antes de ser condenado. Durante o processo de impeachment, a Presidência  foi assumida interinamente pelo então vice-presidente, Itamar Franco.